# Igantzi
Igantzi (oficialment en basc, en castellà Yanci) és un municipi de Navarra, a la comarca de Bortziri, dins la merindad de Pamplona.

## Demografia
| Evolució demàgrafica                               | Evolució demàgrafica | Evolució demàgrafica | Evolució demàgrafica | Evolució demàgrafica | Evolució demàgrafica | Evolució demàgrafica | Evolució demàgrafica | Evolució demàgrafica | Evolució demàgrafica | Evolució demàgrafica |
| 1996                                               | 1998                 | 1999                 | 2000                 | 2001                 | 2002                 | 2003                 | 2004                 | 2005                 | 2006                 | 2007                 |
| -------------------------------------------------- | -------------------- | -------------------- | -------------------- | -------------------- | -------------------- | -------------------- | -------------------- | -------------------- | -------------------- | -------------------- |
| 595                                                | 587                  | 593                  | 588                  | 598                  | 604                  | 604                  | 615                  | 617                  | 607                  | 606                  |
| Fonts: Igantzi i institut d'estadística de Navarra |                      |                      |                      |                      |                      |                      |                      |                      |                      |                      |

## Administració
| 2007-     | Iñaki Goienetxe          | EAJ-PNV |
| 2003-2007 | Jesús María Begino Garro |         |
| 1999-2003 |                          |         |
| 1995-1999 |                          |         |